# Blutgasse
Die Blutgasse befindet sich im 1. Wiener Gemeindebezirk Innere Stadt. Die Gegend, genannt Blutgassenviertel, zählt zu den ältesten und malerischsten der Stadt.

## Geschichte
Die Häuser der Blutgasse gehen in ihren Fundamenten bis ins Mittelalter zurück; die Gegend gilt als eine der ältesten Wiens. 1368 wird sie als Kotgässel bei den Deutschen Herren erstmals genannt, 1392 nur als Kotgässel bezeichnet. Weitere Nennungen der Gasse sprechen von der Gasse hinter den Deutschen Herren (1394), vom Kergässel (1406 und 1411), von der Blutgasse (seit 1547) und der Milchgasse (1600); seit 1862 gilt die amtliche Bezeichnung Blutgasse. Die Deutung dieser Namen gilt als unklar, obwohl der Namen Kotgässel mit dem Zustand der Straße in Zusammenhang zu stehen scheint. Um den Namen Blutgasse zu erklären, gibt es eine Überlieferung, die von Schlachthäusern in der Gegend spricht, wobei das dabei vergossene Blut durch die Gasse gelaufen sein soll; eine andere Überlieferung bringt den Namen mit den Tempelrittern in Zusammenhang, die 1312 im Fähnrichhof niedergemetzelt worden sein sollen, worauf die Gasse voll mit ihrem vergossenen Blute gewesen sei. Beide Geschichten werden von Historikern nicht als stichhaltig erachtet.
Nachdem die Gegend nach dem Zweiten Weltkrieg sehr heruntergekommen war, kam es zwischen 1960 und 1965 durch Herbert Thurner und Friedrich Euler zu einer ersten Revitalisierung des Viertels, die allerdings mit weitreichenden Veränderungen im Inneren verbunden war. 1989 bis 1991 wurden die Fassaden renoviert und ihre barocke Gestalt wiederhergestellt.

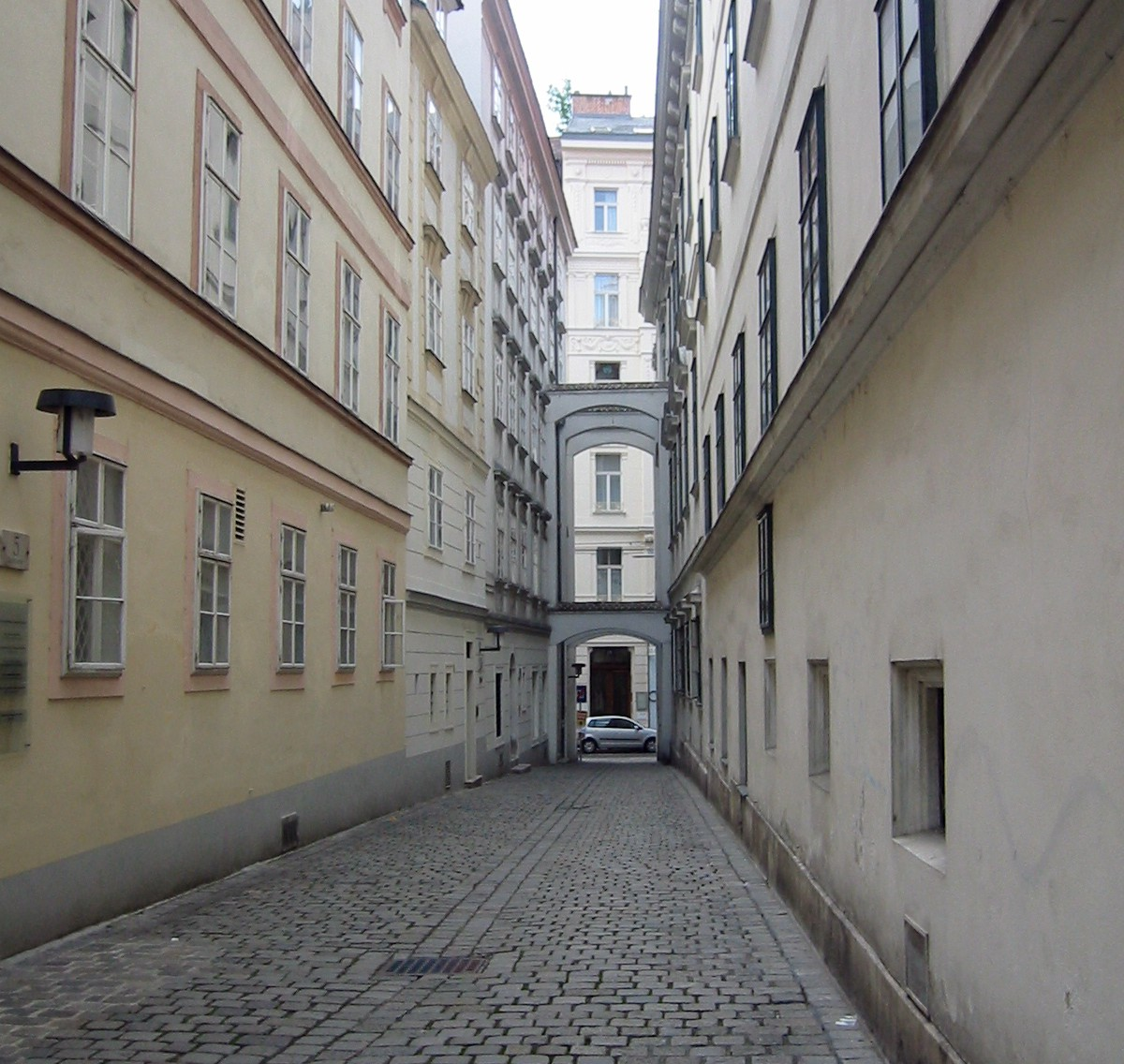
Blutgasse nach Süden

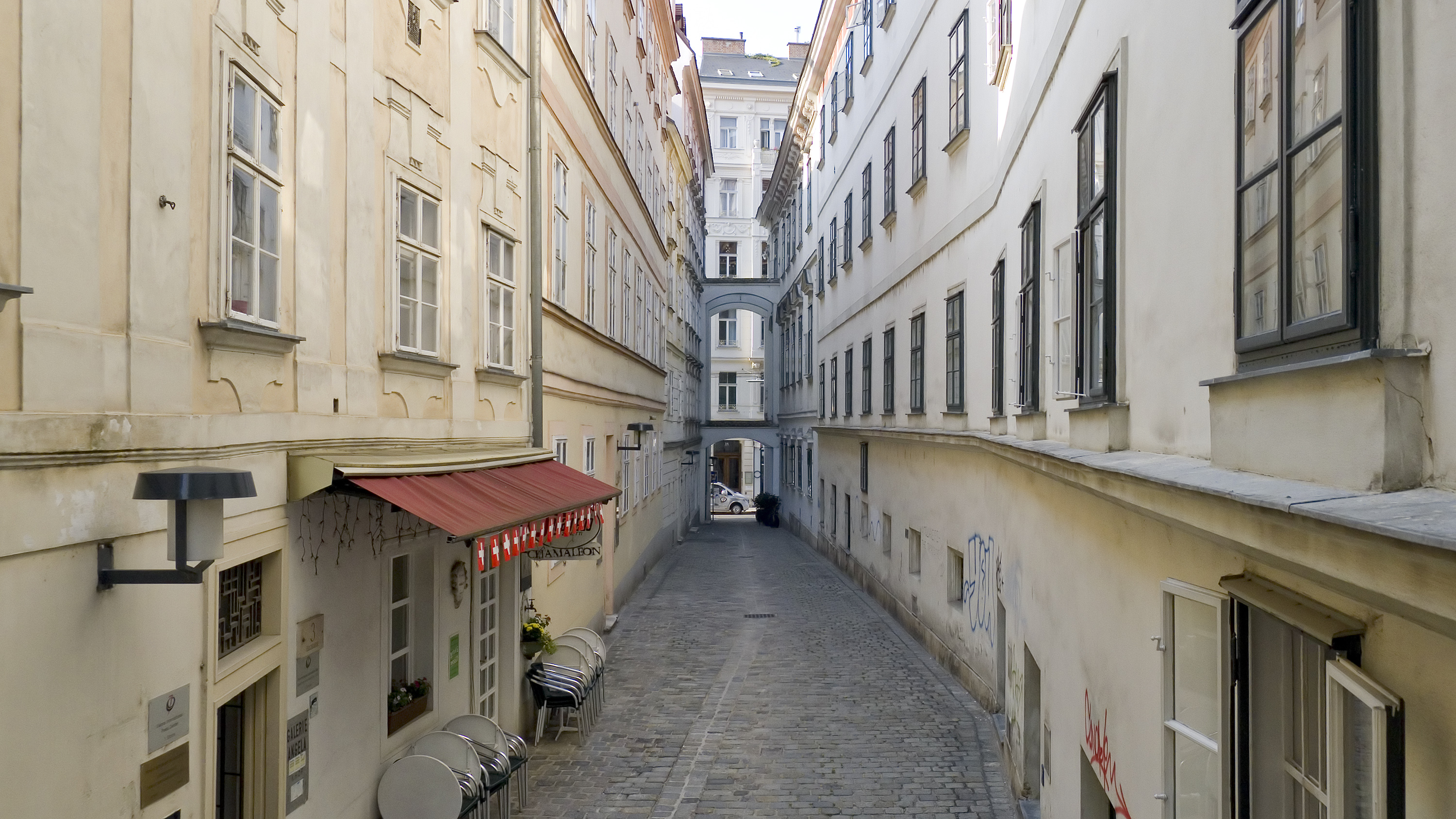
Blutgasse

## Lage und Charakteristik
Die Blutgasse verläuft von der Domgasse in südwestlicher Richtung bis zur Singerstraße. Es handelt sich um eine schmale Altstadtgasse, die als Fußgängerzone gestaltet ist. Am Ende bei der Singerstraße überspannen Schwibbögen die Gasse. Hier liegen durchwegs weitläufige Gebäudekomplexe mit malerischen Innenhöfen und Pawlatschengängen, die teils untereinander verbunden sind. Ihr äußeres Erscheinungsbild stammt aus dem 16. und 17. Jahrhundert, wobei die Bausubstanz meist älter ist. Infolge der Revitalisierungsmaßnahmen sind die Häuser heute bewohnt. Vorwiegend Touristen besuchen gerne diese Gegend. Alle Gebäude stehen unter Denkmalschutz.

## Bauwerke

### Nr. 1 Trienter Hof
Das auch als Domherrenhof, Altes Chorherrenhaus oder Strudenhof bekannte Gebäude geht ursprünglich auf zwei verschiedene mittelalterliche Gebäude zurück. Der Name Trienter Hof stammt von einem der Besitzer, Konrad Hinderbach, der 1470–1488 Domherr von Trient war. 1753–1755 wurde das heutige Miethaus mit zwei Innenhöfen von Johann Enzenhofer errichtet. Im Vorgängerbau wohnte 1733–1736 der Baumeister Francesco d’Allio, im jetzigen Gebäude vor 1850 der Musiker Georg Hellmesberger senior. Das Haus liegt an der Hauptadresse Domgasse 4.

### Nr. 2 Domherrenhof
An der Blutgasse liegt die schlichte Rückfront des Domherrenhofes, der 1837–1842 von Leopold Mayr im spätklassizistischen Stil als Durchhaus mit zwei Innenhöfen erbaut wurde. Die Hauptadresse liegt am Stephansplatz 5.

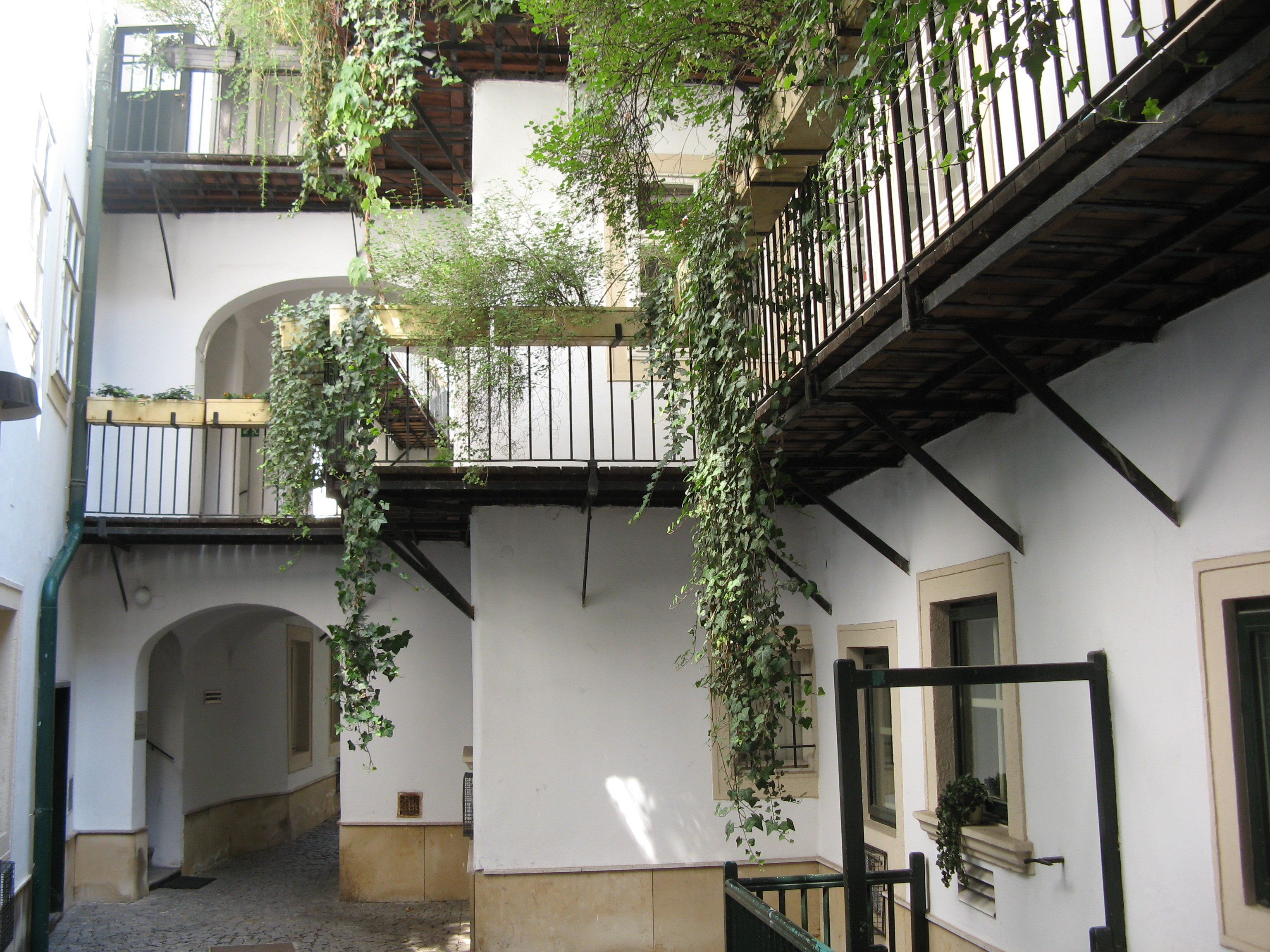
Pawlatschenhof im Haus Blutgasse Nr. 3

### Nr. 3 Mittelalterliches Bürgerhaus
Der Kern des Gebäudes stammt aus der 1. Hälfte des 13. Jahrhunderts. Es bestand ursprünglich aus drei Teilen und wurde dann zusammengefasst und 1558–1560 mit einem zusätzlichen Hoftrakt erweitert. Schließlich erfolgte nach 1733 eine Aufstockung und Neufassadierung sowie der Einbau einer Treppe und von Pawlatschen. Die barocke Fassade ist mehrfach geknickt und im Erdgeschoß verändert. Die zweigeschoßige Oberzone ist durch Putzrahmen zusammengezogen und besitzt steingerahmte Fenster. Besonders beachtenswert sind die zwei hintereinanderliegenden unregelmäßigen Pawlatschenhöfe, die als Passage bis zur Grünangergasse führen. Im hinteren Bereich gibt es ein spätgotisches bzw. renaissancezeitliches Erdgeschoßfenster. Ein steinernes Rundbogenportal führt zum Keller. Dort findet sich noch bedeutende spätromanische Bausubstanz aus der 1. Hälfte des 13. Jahrhunderts mit Bruchsteinmauerwerk und 5 rundbogigen Schlitzfenstern. Im Haus befindet sich ein kreuzgratgewölbtes Foyer, im Erdgeschoß eine Stichkappentonne.

### Nr. 4 Deutschordenshaus
In der Blutgasse liegt die Rückfront des Deutschordenshauses, nach dem die Gasse ursprünglich benannt war (Kotgässel bei den Deutschen Herren). Die Fassade ist an der Ecke zur Singerstraße entsprechend der Hauptfassade durch Pilaster im Barockstil gegliedert, daran anschließend folgt eine sechsachsige frühbarocke Fassadengliederung, die durch dreieckige und segmentbogige Giebelverdachungen und Kordongesimse gekennzeichnet ist. Am rechten Ende folgt eine weitere, schlichtere Fassade aus dem 4. Viertel des 16. Jahrhunderts, die durch Gesimsbänder gegliedert ist. Die Hauptadresse des Deutschordenshauses befindet sich an der Singerstraße 7.

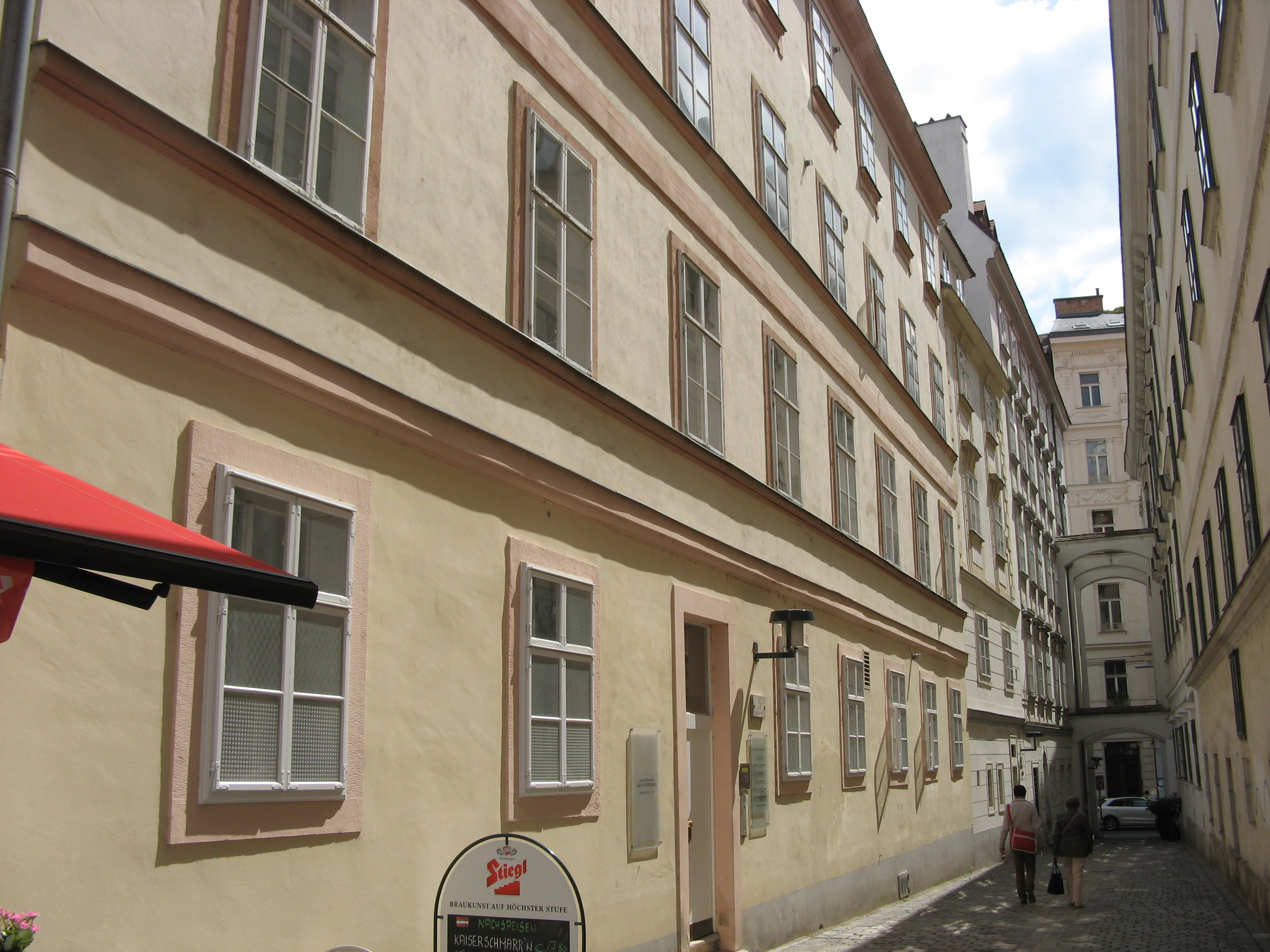
Blutgasse 5

### Nr. 5 Zur grünen Raith-Tafel
Das spätklassizistische Miethaus wurde 1819 über einem älteren Kern errichtet. Die Fassade ist schlicht durch Kordon und Sohlbankgesimse gegliedert. Im Inneren findet sich eine gewendelte Zweipfeilerstiege mit original erhaltenem Geländer. Ebenfalls teilweise original erhalten ist der Dachstuhl. Im tonnengewölbten Keller ist teilweise Bruchsteinmauerwerk sichtbar.

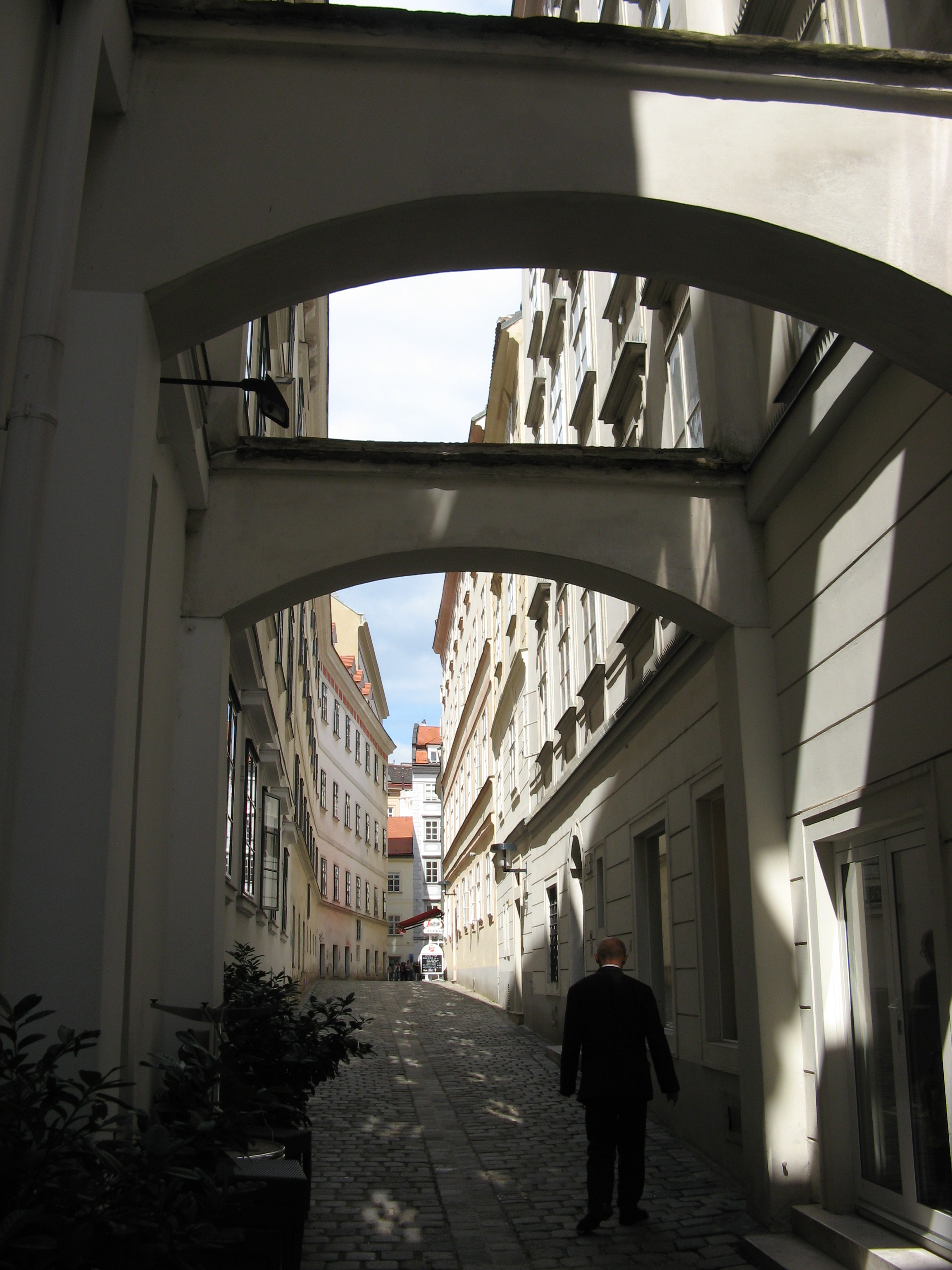
Kleiner Fähnrichshof links und Blick in die Blutgasse Richtung Domgasse

### Nr. 7 und 9 Großer und Kleiner Fähnrichshof
Die als Großer und Kleiner Fähnrichshof bekannten Gebäude sind Teil eines Baukomplexes, der bis ins Mittelalter zurückgeht und die Häuser Blutgasse 5, 7 und 9 sowie Singerstraße 11 umfasste. Nach nicht beglaubigten Berichten sollen hier die Templer einen Hof besessen haben. Jedenfalls standen die Häuser im Besitz des angrenzenden Zisterzienserinnenklosters St. Nikolai und wurden 1534/35 abgetrennt, in Hausparzellen aufgeteilt und vermietet. Hier versammelte sich eine der vier Bürgerkompanien, nämlich die des Kärntner Viertels, mit ihrer Fahne. Ein 1566 erwähntes Wandgemälde eines Fähnrichs hat den Häusern den Namen gegeben. 1684 erwarb der Buchbinder und Äußere Rat Johann Konrad Ludwig das weitläufige Gebäude. 1702–1703 erfolgte ein Umbau durch die benachbarten Klarissen. Ihre heutige Gestalt erhielten die Häuser 1819, wobei nunmehr 7 Häuser um einen großen Innenhof liegen. Hier lebte der Humanist Johannes Cuspinian und der Komponist Wenzel Müller.
Die Nr. 7 wird als Großer Fähnrichshof bezeichnet. Es handelt sich um eines der seltenen hochmittelalterlichen Bürgerhäuser Wiens aus der 1. Hälfte des 13. Jahrhunderts. 1559–1563 erfolgte eine Aufstockung und die Errichtung einer hofseitigen Wendeltreppe und des Hausflurs. Nach 1664 wurde der Keller gebaut, 1675–1679 eine weitere Aufstockung und eine neue Fassadierung vorgenommen, die hofseitig noch erhalten ist. 1743 wurde die Straßenfassade neu gemacht und weitere Kellergeschoße dazugebaut. Die Straßenfassade besitzt im Obergeschoß zusammengezogene Fensterachsen. Der Treppenturm zeigt schräge Fenster. In einem Raum im Erdgeschoß ist das seltene Beispiel eines aufgehenden Mauerwerks aus der 1. Hälfte des 13. Jahrhunderts zu sehen.
Die Nr. 9 wird als Kleiner Fähnrichshof bezeichnet und liegt an der Ecke zur Singerstraße. Er stammt im Kern aus dem 16. Jahrhundert und war ein Renaissance-Bürgerhaus, die heutige Fassade ist barock und stammt aus dem 1. Viertel des 18. Jahrhunderts. Ein Mittelerker liegt an der Singerstraße. Im Obergeschoß sind durch Putzfelder vertikal zusammengezogene Fensterachsen zu sehen. Die barocke Holztüre in einem Schulterbogenportal weist teilweise originale Beschläge auf.